# Wei-Yin Chen
Wei-Yin Chen (en chino tradicional, 陳偉殷; pinyin, Chén Wěi-yīn; nacido el 21 de julio de 1985) es un lanzador taiwanés de béisbol profesional que juega en las Grandes Ligas (MLB) con los Miami Marlins. Anteriormente jugó con los Baltimore Orioles y en la Liga Japonesa de Béisbol Profesional (NPB) con los Chunichi Dragons.

## Carrera profesional

### Chunichi Dragons
Chen jugó para la Selección de béisbol de China Taipéi en los Juegos Olímpicos de 2004 y 2008. Fue lanzador de los Chunichi Dragons en la Liga Japonesa de Béisbol Profesional (NPB) desde 2004 hasta 2011. Al finalizar la temporada 2006, se sometió a una cirugía para reconstruir un ligamento del codo (cirugía Tommy John). Su mejor temporada en Japón fue la de 2009, cuando registró un promedio de carreras limpias (efectividad) de 1.54 para liderar la liga. Una cláusula implementada en su contrato con el equipo de Chunichi le permitió finalizar el mismo después de la temporada 2011 a la edad de 26 años.

### Baltimore Orioles

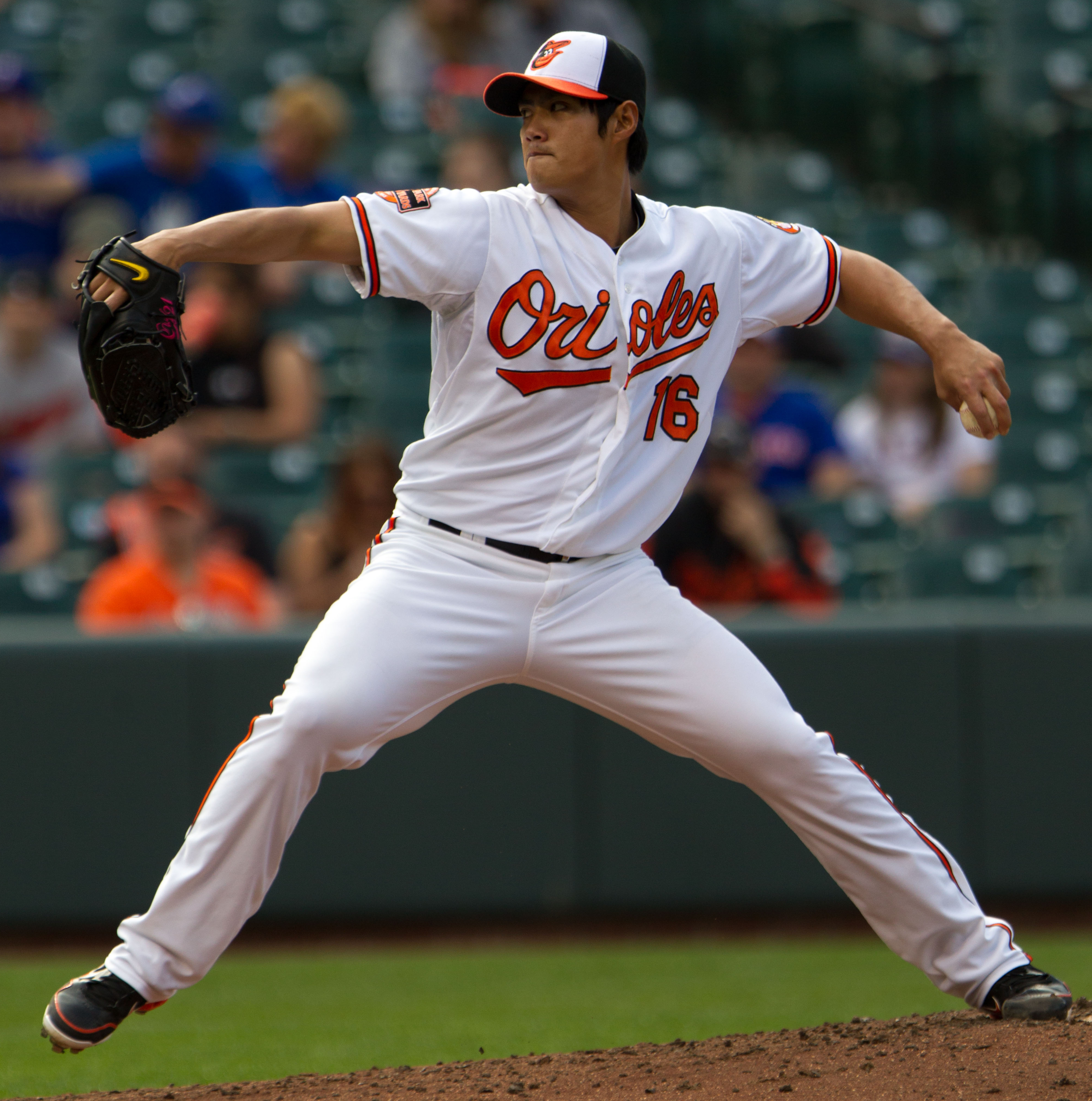
Chen lanzando con los Orioles de Baltimore.

#### 2012
Después de la temporada 2011, Chen firmó como agente libre internacional con los Orioles de Baltimore. Fue el primer jugador taiwanés en ser firmado por los Orioles. Hizo su debut en Grandes Ligas el 10 de abril de 2012 contra los Yanquis de Nueva York. El juego fue transmitido en vivo en la televisión nacional de Taiwán, y en el encuentro Chen lanzó 5 2⁄3 entradas y permitió dos carreras limpias ponchando a seis bateadores, aunque se fue sin decisión ya que los Orioles perderían en entradas extras. En total, Chen terminó la temporada liderando al equipo con 32 juegos iniciados, en los cuales sumó 12 victorias y 11 derrotas, y registró una efectividad de 4.02 en 192 2⁄3 entradas lanzadas. Chen terminó cuarto en la votación al premio de Novato del Año de la Liga Americana, otorgado a Mike Trout.

#### 2013
Al finalizar los entrenamientos primaverales, Chen ganó el puesto número dos en la rotación de los Orioles por detrás de Jason Hammel. En sus primeras tres aperturas, careció de apoyo ofensivo y registró marca de 0-2 a pesar de tener una efectividad de 4.00. El 15 de mayo de 2013, los Orioles colocaron a Chen en la lista de lesionados debido a una lesión en el oblicuo derecho. En su regreso de la lista de lesionados el 10 de julio de 2013, lanzó siete entradas en un enfrentamiento contra los Rangers de Texas, ponchando a cuatro y permitiendo tres hits, obteniendo la victoria. En general en 2013, Chen registró marca de 7-7 con una efectividad de 4.07 en 23 aperturas. Al finalizar la temporada, se sometió a una cirugía de rodilla para eliminar espolones óseos.

#### 2014
Chen registró una marca personal de ocho ponches en una victoria contra los Marineros de Seattle el 1 de agosto de 2014. Dedicó la victoria a las víctimas de las explosiones de Kaohsiung de 2014, que ocurrieron horas antes en su ciudad natal. El 10 de septiembre, obtuvo su 15a victoria de la temporada contra los Medias Rojas de Boston y llevó un juego perfecto hasta que en la sexta entrada Dan Butler conectara el primer hit de su carrera. Chen terminó la temporada con un récord de 16-6 y efectividad de 3.54 en 185 2⁄3 entradas. En el Juego 3 de la Serie de Campeonato de la Liga Americana, Chen lanzó 5 1⁄3 entradas y permitió dos carreras en la derrota contra los Reales de Kansas City, convirtiéndose en el primer lanzador taiwanés de la historia en comenzar un juego de la Serie de Campeonato.

#### 2015
El 26 de junio de 2015, Chen se convirtió en el segundo jugador nacido en Taiwán en tener 100 aperturas en las Grandes Ligas, permitiendo dos carreras y ponchando a cinco en seis entradas contra los Indios de Cleveland. A pesar de registrar una pobre marca de 4-5 durante la primera mitad de la temporada, tuvo una excelente efectividad de 2.78 y 1.09 de WHIP, junto con 90 ponches en 110 entradas. Chen terminó la temporada con un récord de 11-8 y una efectividad de 3.34, la mejor de su carrera, en un total de 191 1⁄3 entradas lanzadas.

### Miami Marlins

#### 2016
El 13 de enero de 2016, Chen aceptó un contrato de cinco años por valor de $80 millones con los Miami Marlins. Fue nombrado el lanzador abridor para el Día Inaugural de la temporada 2016, convirtiéndose en el segundo lanzador taiwanés en comenzar el día inaugural desde Chien-Ming Wang en 2008. En su primera temporada con los Marlins, Chen tuvo marca de 5-5 en 22 aperturas luego de pasar un tiempo en la lista de lesionados por una lesión, y registró la peor efectividad de su carrera, acumulando 4.96 en 123 entradas.

#### 2017
En 2017, Chen fue colocado en la lista de lesionados después de solo cinco aperturas debido a una rotura parcial de ligamento. Fue activado el 4 de septiembre y jugó como lanzador de relevo por el resto de la temporada. En un total de nueve encuentros, registró efectividad de 3.82 en 33 entradas lanzadas.